# Le Fascinant Capitaine Clegg
Pour les articles homonymes, voir Clegg.
Pour plus de détails, voir Fiche technique et Distribution.
Le Fascinant Capitaine Clegg (Captain Clegg) est un film de la Hammer Film Productions réalisé par Peter Graham Scott en 1962. Au Royaume-Uni, il est sorti sous le titre de Captain Clegg mais, aux États-Unis, il est plus connu sous celui de Night Creatures.
La série télévisée L'Épouvantail est basée sur son histoire car le personnage principal du film, incarné par Peter Cushing, rappelle sur bien des points celui du pasteur Christopher Sym de la série en question[réf. nécessaire].

## Synopsis
En, 1792, le capitaine Collier (Patrick Allen) et son groupe de soldats débarquent à Romney Marsh sur la côte britannique afin d'enquêter sur une histoire de fantômes des marais semant la terreur dans le village voisin. Il soupçonne vite le révérend local (Peter Cushing) d'être pour quelque chose dans les événements qui s'y déroulent. Il s'avère que le révérend Blyss est un ancien chef pirate, connu sous le nom de capitaine Clegg, qui s'est réfugié dans ce village pour s'y faire oublier.

## Fiche technique
- Titre : Le Fascinant Capitaine Clegg
- Titre original : Captain Clegg
- Réalisation : Peter Graham Scott, assisté de Peter Medak et John Peverall
- Scénario : John Elder (à partir du roman de Russell Thorndike) (Doctor Sym)
- Photographie : Arthur Grant
- Son : Jock May et Terry Poulton
- Costumes : Molly Arbuthnot
- Musique : Don Banks
- Montage : James Needs et Eric Boyd-Perkins
- Production : John Temple-Smith
- Société de production : Universal
- Pays d'origine : Royaume-Uni
- Genre :  aventure, folk horror[1]
- Format : Couleur
- Langue : anglais
- Durée : 81 minutes
- Date de sortie aux États-Unis : 13 juin 1962
- Date de sortie au Royaume-Uni: 25 juin 1962
- Date de sortie en France : 28 novembre 1962

## Distribution
- Peter Cushing  (V.F : Gerard Ferat) : Révérend Blyss/Capitaine  Clegg
- Yvonne Romain  (V.F : Nicole Vervil): Imogène
- Patrick Allen  (V.F :  Pierre Fromont): Capitaine Collier
- Oliver Reed  (V.F : Roland Menard) : Harry Cobtree
- Michael Ripper  (V.F : Yves Brainville) : Jeremiah Mipps
- Martin Benson  (V.F : Roger Rudel) : Monsieur Rash
- Daphne Anderson : Madame Rash
- Milton Reid : le mulâtre
- Jack MacGowran : l'homme effrayé
- Terry Scully : Dick Tate
- Sidney Bromley : Tom Ketch
- Peter Halliday : Jack Pott
- Derek Francis  (V.F : Louis Arbessier) :Le Prévôt Cobtree

## Autour du film
- Ce film est un remake de Doctor Syn (Doctor Syn) réalisé par Roy William Neill en 1937.
- Il s'agit de l'adaptation de "Doctor Syn : A Smuggler tale of Romney Marsh" de Russell Thorndike. Chronologiquement, c'est le dernier roman de la série mais le premier à être écrit. Il décrit ainsi la fin des aventures du Docteur Syn et de son alter ego l'Epouvantail de Romney Marsh.
- Disney ayant acquis la marque (et le nom)  "Dr Syn" ainsi que les droits sur "L'Epouvantail", la Hammer changea le nom du personnage principal (Christopher Syn) en "Parson Blyss" et l'Epouvantail disparait (presque puisque le film lui fait un gros clin d'oeil au début) au profit des "fantômes des marais" que l'on voit dans ce film. Le reste de  l'histoire et les noms des personnages y compris le nom de pirate de Clegg demeure inchangés, Disney adaptant un autre livre de la série parmi les préquelles et n'ayant donné aucun motif de copyright sur les autres personnages des romans de Thorndike.
- Bien que produit par la Hammer, spécialiste des films d'horreur, ce film ressemble beaucoup plus à un film policier. Les fantômes du marais sont en réalité des hommes déguisés qui profitent de la peur des habitants pour faire de la contrebande d'alcool.
- Jack MacGowran, qui a un rôle mineur, deviendra par la suite célèbre par ses prestations dans Le Bal des vampires et dans L'Exorciste. Il meurt pendant le tournage de ce dernier film.